# Lac Lysimachía
Le lac Lysimachía (en grec moderne : Λίμνη Λυσιμαχία) est un lac grec situé dans le district régional d'Étolie-Acarnanie, à l'ouest du pays. Il est alimenté par la rivière Ermítsa et par un canal qui le relie au lac Trichonída vers l'est. Il se vide dans la rivière Dímikos (el) qui est un tributaire de l'Acheloos. La ville d'Agrínio se trouve à 6 km au nord-est. Depuis 2006, le lac est inclus dans le parc national de Missolonghi-Etolikó.

## Référence
- (en) Cet article est partiellement ou en totalité issu de l’article de Wikipédia en anglais intitulé « Lake Lysimachia » (voir la liste des auteurs).